# Годореби
Годореби (груз. გოდორები) — гора в южной части Грузии, в краю Самцхе-Джавахети; потухший вулкан, одна из вершин Самсарского хребта Джавахетского нагорья; входит в горную систему Малый Кавказ.  Высота вершины надо уровнем моря составляет 3189 метров.
Одной стороной Годореби прилегает к другому вулкану Диди-Абули, что в буквальном переводе означает Великий Абул. Гора имеет конус диаметром 2 километра и относительную высоту 400 метров. На вершине горы находится кратер диаметром 250 метров, открытый на восток. Лавовые потоки из кратера образовали лавовое плато. На востоке Годореби граничит горой Григори.
Как вулкан, Годореби считается потухшим, так как уже давно не проявляет никакой активности. Нижняя часть склонов покрыта преимущественно альпийскими лугами. Вблизи вулкана находится горное озеро.